# Rolls-Royce Silver Cloud
El Rolls-Royce Silver Cloud fue el modelo principal de la gama de automóviles de Rolls-Royce desde abril de 1955 hasta marzo de 1966. Reemplazó al Silver Dawn y fue, a su vez, reemplazado por el Silver Shadow. El diseño de J. P. Blatchley fue un importante cambio de los modelos de preguerra y del Silver Dawn que era altamente derivado de aquellos. Como parte de una racionalización de la gama de automóviles de la compañía el Bentley S1 es muy similar, aparte de la parrilla del radiador.

## Silver Cloud I
El chasis era una simple sección de una caja de acero, soldado conjuntamente y muy rígido. La construcción mantuvo la tradicional separación entre el chasis y la carrocería, lo que facilitaba la provisión de versiones con carrocerías especiales aunque en la práctica la inmensa mayoría de coches fueron entregados con la carrocería de acero estándar, producida por Pressed Steel, y que empleaba una aleación ligera de aluminio para las puertas, el capó y el maletero. El coche era 5,38 m (212 pulgadas) de largo, 1,90 m (75 plg) de ancho, y pesaba 1,95 toneladas. El motor era un 155 hp / 4000 rpm 4.9 L 6-cilindros en línea con entrada sobre las válvulas de escape. Un doble carburador SU fue añadido en septiembre de 1957. La transmisión estándar era de cuatro-velocidades automática. El radio de giro era de 12,70 m (41 pies).
Los frenos eran hidráulicos asistidos por un servo mecánico de Rolls-Royce de tambor de 11 plg (279 mm) y la suspensión era independiente de muelles en la parte delantera y de ballesta semielípticas en la parte trasera. Bombas de freno gemelas fueron incorporadas en abril de 1956.
La dirección asistida se convirtió en una opción en 1956 junto con el aire acondicionado.
La versión larga de distancia entre ejes, de 4 plg (102 mm) de longitud, también se hizo disponible en septiembre de 1957, exteriormente muy similar al coche existente, pero ofreciendo un espacio mejorado para las piernas para los pasajeros del asiento trasero.
La revista británica Motor probó un vehículo de primera generación de longitud entre ejes estándar con carrocería de fábrica registrando una velocidad máxima de 102,9 mph (165,6 km/h) y una aceleración de 0-60 mph (97 km/h) en 13.5 segundos y un consumo de carburante de 19,5L/100km (14,5 millas/galón imperial). El coche de prueba costaba £5078 incluyendo impuestos.
 - El consumo medio realmente ronda los 25 litros en el serie I

## Silver Cloud II
El Silver Cloud II fue introducido en 1959. Externamente con pocos cambios, ahora disponía de un motor V8 de 6.2 L, que empujaba un peso de 2.11 toneladas. El rendimiento fue mejorado en gran medida y la velocidad máxima se elevó hasta 183 km/h (114 mph), pero las principales mejoras fueron en la aceleración y par motor. La dirección asistida se convirtió en estándar. Las ventanas operadas eléctricamente estaban ahora disponibles como una opción.
Aunque la mejora del rendimiento del nuevo coche fue bienvenida, los críticos de sus tiempo notaron que el motor V8 del Silver Cloud II no era ni tan silencioso ni tan suave como el motor de 6-cilindros en línea del Silver Cloud I, a pesar del nuevo taqué hidráulico del motor. El nuevo V8 era también un poco pequeño en el seno de un motor ideado originalmente para una unidad más estrecha: para cambiar las bujías era necesario sacar la rueda delantera derecha del coche. Parece que hubo un problema con la rotura del cigüeñal en los primeros V8.
La arquitectura básica del Silver Cloud II no cambió entre 1959 y 1963, pero hubo numerosos cambios menores implementados, notablemente entre ellos una sucesión de mejoras en el sistema de ventilación. Los cambios del interior en 1961 incluía la adopción de iluminación de instrumentación azul, la introducción de un interruptor intermitente del indicador / faros combinado y una luz de advertencia del freno de mano. Una remodelada luz trasera fue introducida en mayo de 1962 y un cambio a faros individuales sellados fue realizado en agosto de 1962.
La revista Motor probó la Serie II en 1960. Registró una velocidad máxima de 168,5 km/h (104,7 mph), aceleración de 0-60 mph (97 km/h) en 10,9 segundos y un consumo de carburante de 22L/100km (13 millas/galón imperial). El coche de prueba costaba £6092 incluyendo impuestos.
 - El consumo medio realmente ronda los 30 litros en el serie II

## Silver Cloud III
El Silver Cloud III llegó en 1963. Las dimensiones externas fueron ligeramente ajustadas, el interior remodelado, el peso reducido en un poco más de 100 kg (220 lb) y las mejoras en el motor que incluían el equipamiento de carburadores SU de 2 pulgada (50,8 mm) en lugar de las unidades de 1¾ pulgadas utilizadas en la Serie II del Silver Cloud. El ratio de compresión fue aumentado a 9:1, reflejando los más altos niveles de octanaje del combustible prémium en los principales mercados, aunque la opción de un ratio de compresión 8:1 más bajo todavía era ofrecida en mercado donde no existía disponibilidad de combustibles de alto octanaje podía ser un problema. Rolls-Royce, como antes, se negó a revelar la potencia del motor, pero indicó que había habido una mejora de "tal vez el 7%". El incremento de la potencia y la reducción de peso impulsaron ligeramente el aumento de la velocidad y del rendimiento. El motor ahora incluía un cigüeñal endurecido con nitruro para reflejar el aumento de potencia generada y en respuesta a los informes de roturas del cigüeñal en los primeros Silver Clouds V8. La transmisión era una GM Hydramatic que Rolls-Royce utilizó bajo licencia.
Los faros delanteros se agruparon en una disposición en cuatro-faros que posteriormente continuaron en el Silver Shadow posterior. Otros cambios externos incluyeron un aumento ligero de la inclinación del capó para corresponder con un reducción de 1+1/2 de pulgada (3,8 cm) en la altura de la parrilla del radiador.
Entre 1963 y 1966 no hubo cambios importantes. Tapacubos de acero inoxidable en las ruedas remplazaron a los cromados en abril de 1963, y una ventana trasera mejorada antivaho fue introducida en noviembre del mismo año. Asientos delanteros más anchos fueron instalados en enero de 1964, y cinco meses después el contorno de los faros incorporaba ahora un pequeño monograma de RR. Una placa cromada en la que leía "Silver Cloud III" en cursiva puede verse en el fondo derecho del maletero en la mayoría de ejemplos suministrados en Europa y el Reino Unido, mientras que las versiones de EE. UU. fueron entregadas sin esta placa.
Como en los modelos anteriores, Rolls-Royce continuó haciendo el chasis del Silver Cloud disponible a constructores de carrocerías tradicionales. Una notable versión es la llamado diseño "Ojo Chino" (Chinese Eye), ofrecido en capota fija y capota abatible por Mulliner Park Ward. Era derivada del diseño anterior de H. J. Mulliner & Co. para el Bentley S1 y S2 Continental. Para ampliar la producción en un mercado decreciente, esta adaptación fue hecha disponible para el Bentley S3 Continental así como para el Silver Cloud III, así que de los 328 Silver Cloud III carrozados, sobre uno 100 eran de este estilo.

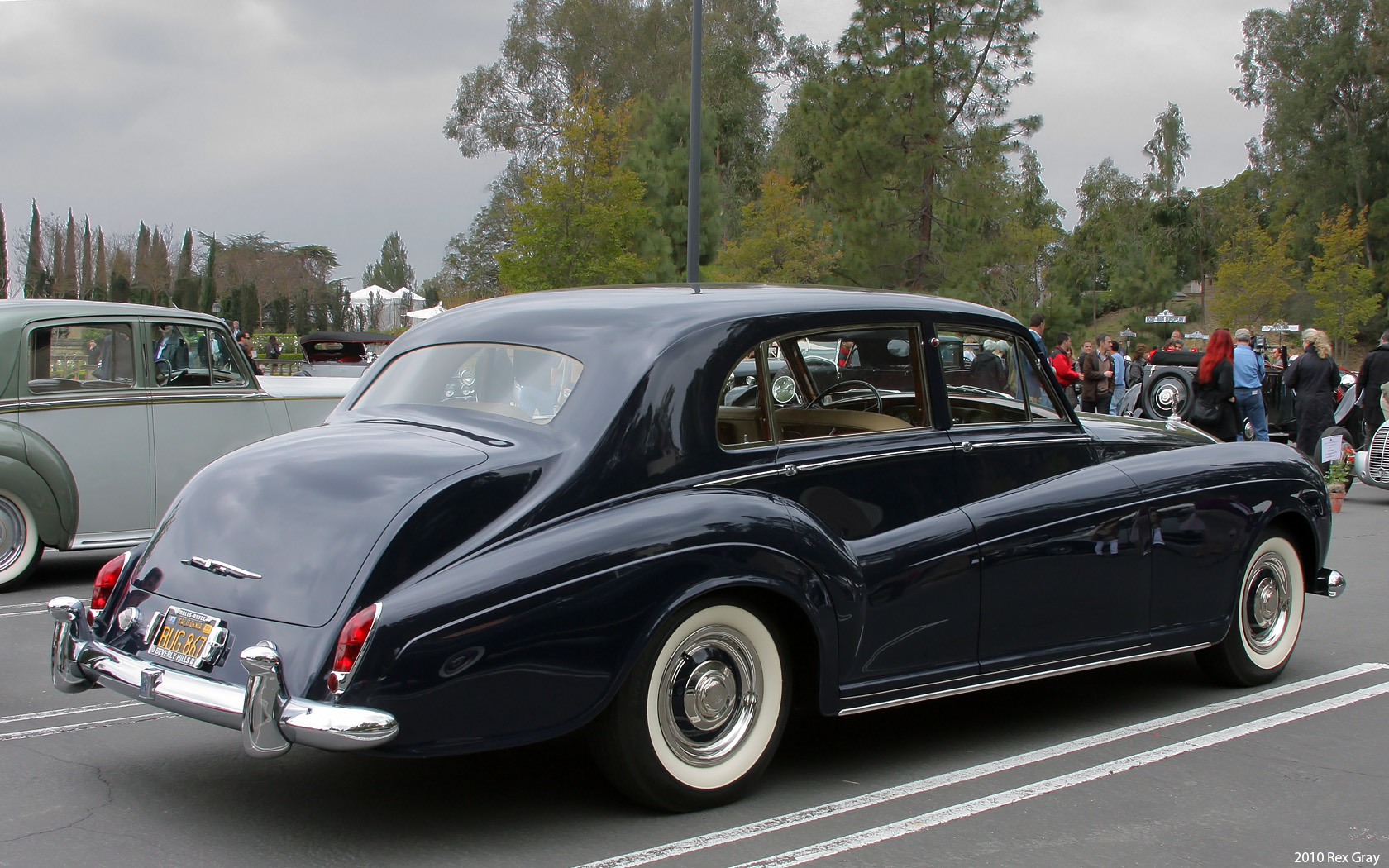
Silver Cloud III de 1963 de James Young, berlina de distancia entre ejes larga
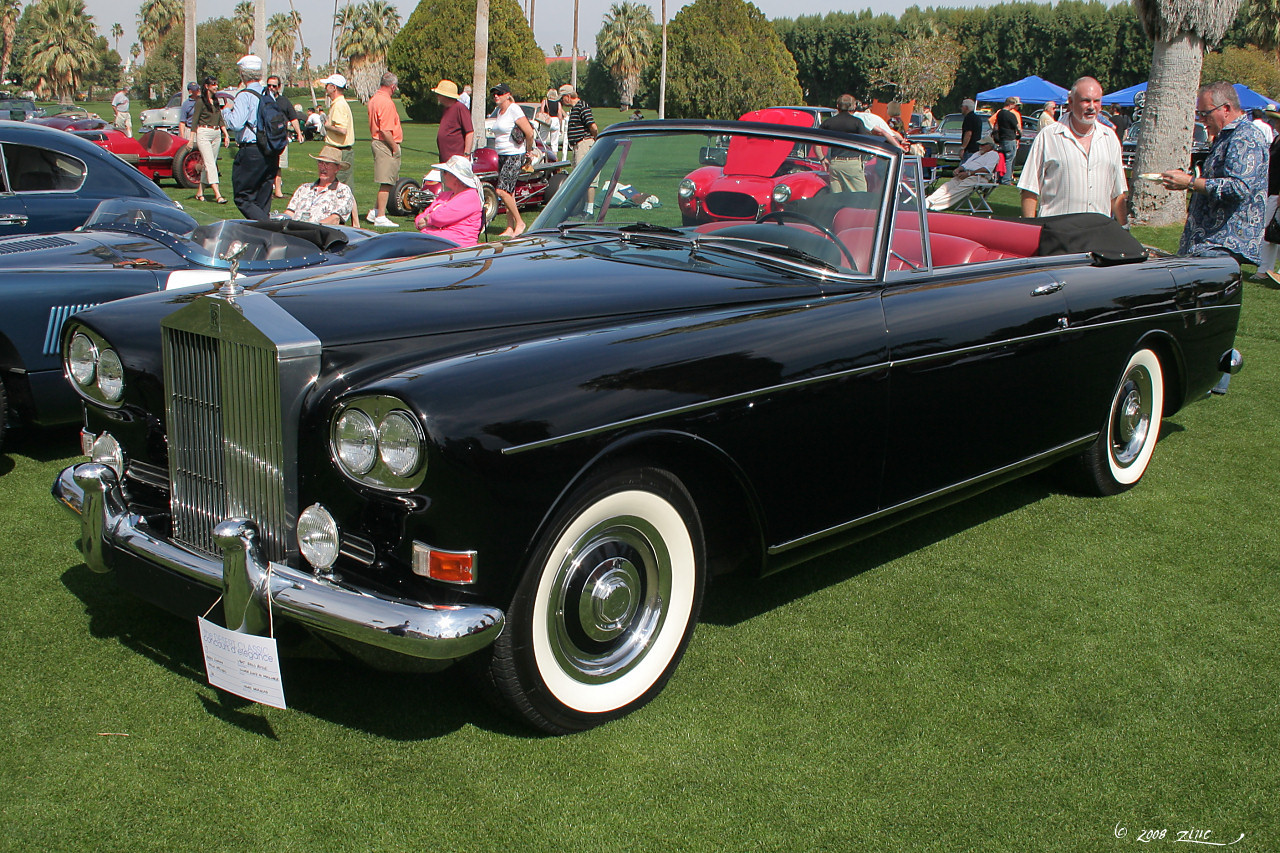
Silver Cloud III de la década de 1960 de Mulliner Park Ward, coupé de capota abatible
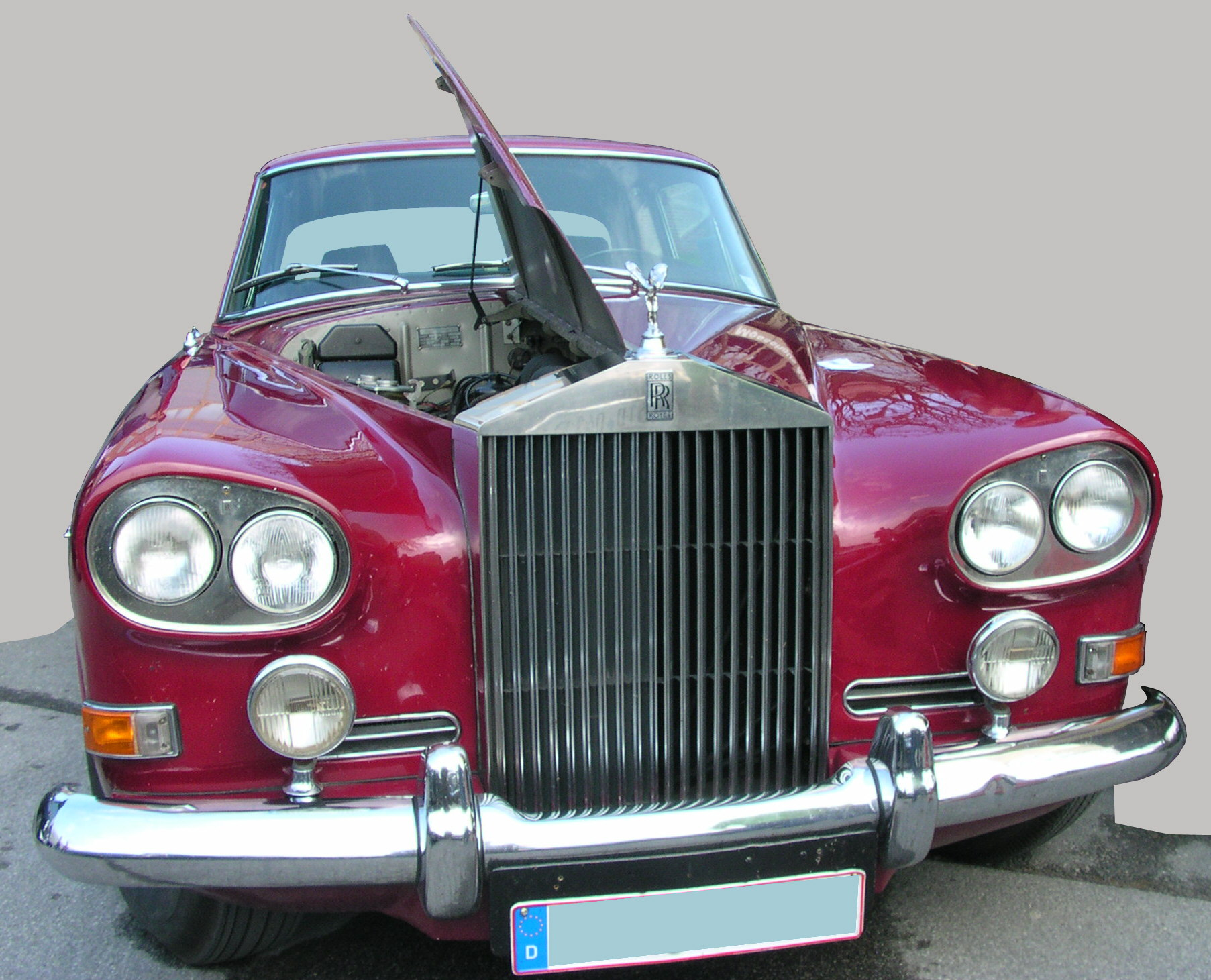
Silver Cloud III de 1964 de Mulliner Park Ward ,coupé de capota fija
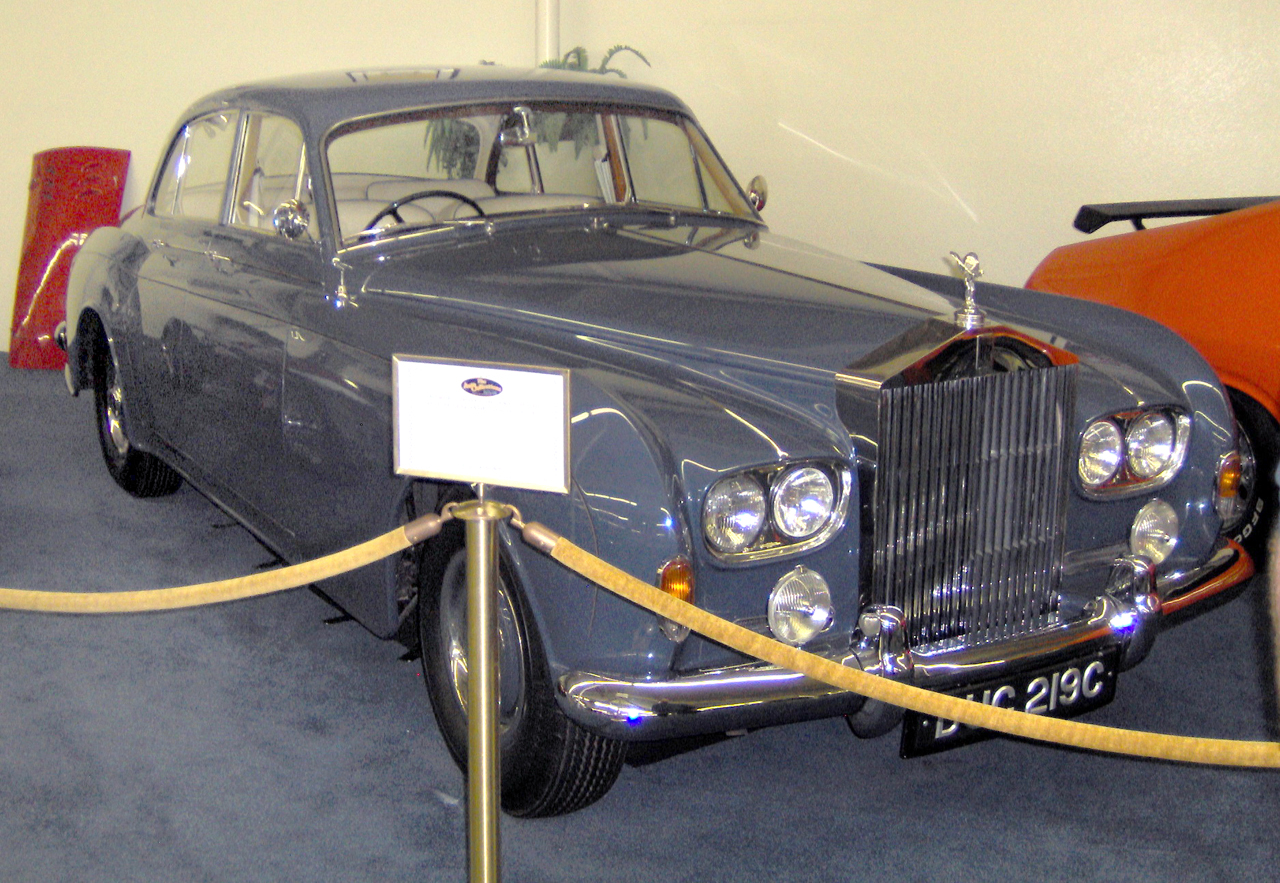
Silver Cloud III de 1965 de James Young, berlina

## Producción
- Silver Cloud: 2.238
- Silver Cloud distancia entre ejes larga: 85
- Silver Cloud con carrocerías específicas (convertibles, coupés, coches fúnebres, etc.): 121

- Silver Cloud II: 2.417
- Silver Cloud II distancia entre ejes larga: 258
- Silver Cloud II con carrocerías específicas (convertibles, cupés, coches fúnebres, etc.): 107

- Silver Cloud III: 2.044
- Silver Cloud III distancia entre ejes larga: 206
- Silver Cloud III con carrocerías específicas (convertibles, cupés, coches fúnebres, etc.): 328

## Cultura popular
En su canción de 1971 "Up To Me," la banda de rock británica Jethro Tull se refiere a este coche con la letra "I'll buy a Silver Cloud to ride."
Aparece en la película "Dos puños contra rio" o doube trouble 1984 de Bud Spencer (rip) y Terence Hill
Modificado a suspensión rebajada y doble turbo carburador.
Igualmente se muestra este modelo de Automóvil en la película "Volver al futuro III" donde Marty Mcfly se habría estrellado contra él (en la línea del tiempo original) y hubiera quedado lesionado de su mano permanente.